# Liste des communes de Saint-Pierre-et-Miquelon
Pour les autres listes de communes, voir Listes des communes de France.

Saint-Pierre-et-Miquelon.

Cette page recense les deux communes de la collectivité d'outre-mer de Saint-Pierre-et-Miquelon, qui correspondent aux deux îles principales de l'archipel.
Une troisième commune, l'Île-aux-Marins, une petite bande de terre au large du port de Saint-Pierre, habitée jusqu'en 1963, fut rattachée à la commune de Saint-Pierre en 1945.

## Liste des communes
| Nom                       | Code Insee | Code postal | Arrondissement | Canton | Intercommunalité | Superficie (km2) | Population (dernière pop. légale) | Densité (hab./km2) | Modifier                                    |
| ------------------------- | ---------- | ----------- | -------------- | ------ | ---------------- | ---------------- | --------------------------------- | ------------------ | ------------------------------------------- |
| Saint-Pierre (préfecture) | 97502      | 97500       |                |        |                  | 25,00            | 5 223 (2022)                      | 209                | modifier les données · modifier les données |
| Miquelon-Langlade         | 97501      | 97500       |                |        |                  | 205,00           | 596 (2022)                        | 2,9                | modifier les données · modifier les données |

## Géographie
La commune de Miquelon-Langlade comprend :
- l’île de Miquelon (aussi appelée Grande-Miquelon) au nord, la plus grande île de l’archipel, où se situe le village et le petit port de Miquelon ;
- l’île de Langlade (aussi appelée Petite-Miquelon) au sud, où se situe le hameau de Langlade, non habité de façon permanente ;
- ces deux îles réunies depuis le XVIIIe siècle par un isthme sableux (où a été construite une route, parfois submergée en cas de tempête), ainsi que :
- l’île du Cap, inhabitée et rattachée à Miquelon par un tombolo ;
- ainsi que de nombreux récifs et hauts-fonds où se sont échoués de nombreux navires (et ont largement contribué à l’ensablement entre Miquelon et Langlade) ;

La commune de Saint-Pierre comprend :
- outre l’île de Saint-Pierre, plusieurs îlots inhabités :
- l’île du Grand-Colombier, au nord de Saint-Pierre,
- l’île aux Marins, une longue bande de terre à l’ouest avec quelques résidences secondaires,
- l’île aux Pigeons, au nord-ouest de l’île aux Marins ;
- l’île aux Vainqueurs, au nord de l’île aux Marins ;
- ainsi que de nombreux récifs où se sont échoués de nombreux navires ;
- la souveraineté française sur l’île Verte, un îlot inhabité situé entre l'île de Saint-Pierre et la péninsule de Burin, au sud-est de l'île de Terre-Neuve, sur la frontière maritime entre la France et le Canada, n’est pas clairement établie.

## Répartition de la population
90 % de la population de l'archipel vit sur l'île de Saint-Pierre, dans la petite ville du même nom, les 10 % restants vivant dans le village de Miquelon, au nord de l'île de Miquelon, et seul village de la commune de Miquelon-Langlade ; l'île de Langlade quant à elle ne comporte que quelques résidences secondaires, regroupées sur l'anse du Gouverneur au nord-est de l'île. Dans les années 1990, elle avait un habitant permanent.